# Holger Simon Paulli
Holger Simon Paulli (22. februar 1810 i København – 23. december 1891 i København) var en dansk violinist, dirigent og komponist og far til Augusta Paulli.
Paulli-familien boede i samme hus som Det Kongelige Teaters kapelmester Claus Schall og det var ham, der opmuntrede drengen til at følge en musikalsk løbebane og en overgang gav ham undervisning i violinspil. Senere blev han elev af Frederik Thorkildsen Wexschall, en anden af tidens fremtrædende danske violinister, og i 1828 blev han violinist i Det Kongelige Kapel. Wexschall forsøgte efter sigende at overtale Paulli til at stile efter en rolle som violinvirtuos, men det var sjældent og modvilligt, at han optrådte i den rolle. Til gengæld var han hele livet en påskønnet kammermusiker. I 1838 udgav han en lille violinskole, der udkom i mange oplag, og et hæfte violinetuder, ”Six caprices”, vidnede om hans grundige kendskab til dette instrument.
I 1836 kom han til første gang at dirigere i Det Kongelige Teater som musikalsk hjælper for et fransk vaudevilleselskab og i årene 1839-41 foretog en studierejse til udlandet (Tyskland, Østrig, Italien, Frankrig, England) finansieret af offentlige midler. Da han vendte hjem fik han 1842 en stilling som balletrepetitør, et job han i praksis havde bestridt længe. Balletmester August Bournonville opdagede hurtigt, at Paulli var en musiker, der med sin sikre rytmiske sans, sin evne til at gå ind på andres ideer og sin uopslidelige arbejdsevne, var velegnet til at arrangere, skrive og dirigere balletmusik. 1849 blev han tillige koncertmester (vicekapelmester) og kom i disse to egenskaber efter teatrets regler til at dirigere næsten alle forestillinger undtagen de egentlige operaer som Franz Joseph Glæser ledede. Efter dennes død 1861 overtog Paulli midlertidigt også operaerne, mens teaterdirektionen forhandlede med Niels W. Gade. Da Gade efter få måneders virksomhed i efteråret 1863 frasagde sig stillingen, var Paulli selvskreven til kapelmesterposten, en stilling han udfyldte med utrættelighed og dygtighed i 20 år til udgangen af sæsonen 1882-1883.
Samtidig med at han dirigerede og komponerede musik til mange balletter, var han også den, der hentede samtidens store operaer af bl.a. Wagner og Verdi til Det Kongelige Teater. 1870 førte han Lohengrin frem, 1872 Mestersangerne i Nürnberg, 1875 Tannhäuser. Også Charles Gounods Faust blev opført under hans ledelse. Han optrådte også som dirigent i andre sammenhænge. I en årrække dirigerede han det kongelige korpersonales påskekoncerter i Frue Kirke, 1865-70 var han Musikerforeningens og 1872-77 Cæciliaforeningens dirigent.
Ved musikkonservatoriets oprettelse i 1866 indtrådte han sammen med Gade og Hartmann i bestyrelsen og varetog undervisningen i ensemble- og orkesterspil frem til april 1891 og han var musiklærer ved Blindeinstituttet. Fra grundlæggelsen i 1868 til sin død var han formand for Kammermusikforeningen.
Paulli ægtede 22. november 1842 Nielsine Albertha Schouw, datter af læge Johan Henrik Schouw. De døde med få dages mellemrum, hun 18. december 1891 og han, som i sine sidste år led af en uhelbredelig sygdom, 23. december, få timer efter hustruens begravelse. Han er begravet på Assistens Kirkegård.

## Hædersbevisninger
- Ridder af Dannebrog 1854
- Titulær professor 1866
- Dannebrogsmand 1874
- Kommandør af 2. grad 1878

## Værker
H.S. Paulli var først og fremmest balletkomponist, og hans aktive år faldt sammen med ballettens gyldne tid, da August Bournonville stod i spidsen for den. Men han skrev dog også klavermusik, sange, skuespilmusik og nogle få orkesterværker.
- Theoretisk-praktisk Violin-Skole for Begyndere (1838)
- Koncertouverture (opført i Musikforeningen 1841)
- Napoli (ballet 1842), sammen med Niels W. Gade og Edvard Helsted
- Bellman (ballet 1844)
- Den hvide Rose (ballet 1847)
- Konservatoriet (ballet 1849)
- Kermessen i Brügge (ballet 1851)
- Lodsen (syngespil 1851)
- Zulma (ballet 1852)
- Brudefærden i Hardanger (ballet 1853)
- Abdallah (ballet 1855)
- I Karpatherne (ballet 1857)
- Blomsterfesten i Genzano (ballet 1858) sammen med E. Helsted
- Six caprices (etuder for violin)
- nogle kantater
- sange med klaver (deriblandt Lille Viggo, vil du ride Ranke?)